# Benjamin Christensen
Benjamin Christensen (Viborg, 28 september 1879 - Kopenhagen, 2 april 1959) was een Deense filmregisseur, scenarioschrijver en acteur, actief zowel in de film als in het theater.

## Biografie
Benjamin Christensen werd geboren in 1879 in Viborg en studeerde eerst medicijnen maar wilde acteur worden en ging daarom in 1901 naar Det Kongelige Teater (Koninklijk Deens Theater) in Kopenhagen. Christensen begon zijn acteercarrière in het theater in Aarhus in 1907 maar dat was van korte duur. In 1911 debuteerde hij als acteur in films, maar deze eerste films zijn later verloren gegaan.
In 1913 werd hij eigenaar van een kleine productiemaatschappij in Hellborg die hij omvormde in de Dansk-Biograf Kompagnie. De eerste film die hij regisseerde, Det hemmelighedsfulde X (1914) was qua camerawerk en montage heel revolutionair en ongezien in die periode. Christensen speelde zelf de hoofdrol en ook in zijn tweede film Hævnens nat (1916). Hij kreeg echter niet de verwachte erkenning van de Deense filmindustrie en ging na de eerste twee films terug naar het theater.
Tussen 1918 en 1921 deed hij onderzoek naar de geschiedenis van necromantie als achtergrond voor zijn volgende film. In 1922 regisseerde hij de film Häxan, een docudrama met horror-elementen over heksenwaan en -vervolging. Dit werk werd zijn grootste succes, zowel in eigen land als internationaal. Daardoor kreeg hij een uitnodiging van UFA om in Duitsland te komen werken. Hij regisseerde twee films in Duitsland maar oogstte het grootste succes als acteur in de rol van de schilder Claude Zoret in de film Mikaël (1924) van zijn landgenoot Carl Theodor Dreyer. In 1924 werd Christensen aangetrokken door Metro-Goldwyn-Mayer waar hij meteen een commercieel succes had met The Devil's Circus (1926). De andere films waren minder succesvol en in 1929 verhuisde hij naar Warner Brothers waar hij vier films regisseerde. Hij had genoeg van Hollywood en verhuisde terug naar Denemarken waar hij zich toelegde op het theater. Pas in 1939 schreef en regisseerde hij een nieuwe film Skilsmissens børn die een onverwacht succes werd waardoor hij nog drie films regisseerde. Toen zijn laatste film Damen med de lyse handsker, een spionagethriller, in 1942 flopte, trok hij zich definitief terug uit de filmwereld.

## Filmografie
- Det hemmelighedsfulde X (1914)
- Hævnens nat (1916)
- Häxan (1922)
- Seine Frau, die Unbekannte (1923)
- The Woman Who Did (1925)
- The Devil's Circus (1926)
- Mockery (1927)
- The Hawk's Nest (1928)
- The Haunted House (1928)
- Seven Footprints to Satan (1929)
- House of Horror (1929)
- The Mysterious Island (1929)
- Skilsmissens børn (1939)
- Barnet (1940)
- Gå med mig hjem (1941)
- Damen med de lyse handsker (1942)